# Hilbrand Boschma
Hilbrand Boschma, född 22 april 1893 i Ysbrechtum, Nederländerna, död 22 juli 1976 i Leiden, var en nederländsk zoolog och direktör för Rijksmuseum van Natuurlijke Historie i Leiden.
Auktorsnamnet Boschma kan användas för Hilbrand Boschma i samband med ett vetenskapligt namn inom zoologin; se Wikipedia-artiklar som länkar till auktorsnamnet.